# Larry Evans
Larry Melvyn Evans (22 de março de 1932 - 15 de novembro de 2010) foi um Grande Mestre de Xadrez americano.

## Vida
Evans nasceu em Manhattan. Ele aprendeu muito sobre o xadrez jogando por dez centavos a hora na 42nd Street, Nova Iorque. Aos 14 anos de idade, empatou pelo quarto lugar no campeonato do Marshall Chess Club, vencendo o campeonato no próximo ano, tornando-se o campeão deste torneio mais jovem à época. Evans também empatou pelo segundo lugar no campeonato dos Estados Unidos de juniores. Aos 16, jogou pela primeira vez no Campeonato Aberto de Xadrez dos Estados Unidos, em 1948, empatando pelo oitavo lugar, com 11,5-7,5.
Evans empatou com Arthur Bisguier pelo primeiro lugar no torneio americano de juniores de 1949. Aos 18 anos de idade, Evans venceu um campeonato de xadrez do estado de Nova Iorque, bem como uma medalha de ouro na Olimpíada de xadrez de 1950. No segundo tabuleiro reserva, a pontuação de 90% (oito vitórias e dois empates) empata com Braslav Rabar da Iugoslávia como o melhor resultado de uma Olimpíada inteira. Em 1951, Evans venceu seu primeiro Campeonato Aberto de Xadrez dos Estados Unidos. Evans posteriormente venceu o campeonato nacional mais três vezes, em 1961-1962, 1967-1968 e 1980, o último empatado com Walter Browne e Larry Christiansen.

## Livros
- New Ideas in Chess (1958). Pitman. ISBN 0-486-28305-4 (edição de Dover de 1984). Edição revisada em 2011, Cardoza Publishing, ISBN 978-1-58042-274-1.
- Modern Chess Openings (1965). 10ª edição, revisada por Larry Evans, editada por Walter Korn. Pitman Publishing.
- Chess Catechism (1970). Simon & Schuster. ISBN 0-671-20491-2
- Modern Chess Brilliancies (1970). Fireside Simon & Schuster. ISBN 0-671-22420-4.
- Chess World Championship 1972 (1973) (com Ken Smith). Chess Digest Simon & Schuster. ISBN 0-671-21547-7.
- Evans on Chess (1974). Cornerstone Library.
- What's the Best Move? (1995). ISBN 0-671-51159-9.
- The 10 Most Common Chess Mistakes  (1998). ISBN 1-58042-009-5.
- How Good Is Your Chess? (2004). ISBN 1-58042-126-1.
- This Crazy World of Chess (2007). Cardoza Publishing. ISBN 1-58042-218-7.
- Vienna 1922 (2011). Russell Enterprises, Inc.; Edição reimpressa. ISBN 1-93649-002-1.